# Кайнов, Максим Константинович
Максим Константинович Кайнов (род. 24 марта 2002, Бронницы) — российский футболист, полузащитник клуба «Сочи», на правах аренды выступает за «Ротор».

## Биография
Сын футболиста Константина Кайнова. Футболом начал заниматься в 5 лет, первый тренер Евгений Пиуновский.
Воспитанник СДЮСШОР им. Сыроежкина Бронницы (до 2013 года) и УОР № 5 («Мастер-Сатурн» Егорьевск). В сезоне 2019/20 провёл 14 матчей, забил 4 гола в ЮФЛ за «Мастер-Сатурн». В 2021 году перешёл в тульский «Арсенал». 2 апреля 2022 года дебютировал в чемпионате России, в домашнем матче против «Ахмата» (0:0) выйдя на 90+3-й минуте.